# 書の道
『書の道』（しょのみち）は、2009年の日本映画。

## ストーリー
ボクシングで挫折した過去を持つ大学生の駿一が、書道部に入部する。

## キャスト
- 柳下大：小室駿一
- 古原靖久：反町健太郎
- 三浦涼介：立浪陽介
- 牧田哲也：岡島智
- 河合龍之介：市原達彦
- 平田弥里：江島ひかり
- 小池里奈：反町美紀
- 大嶋宏成：
- 古川雄大：白鳥潤
- 篠井英介：哲ちゃん